# Eygurande-et-Gardedeuil
Eygurande-et-Gardedeuil é uma comuna francesa na região administrativa da Nova Aquitânia, no departamento Dordonha. Estende-se por uma área de 37,5 km². Em 2010 a comuna tinha 417 habitantes (densidade: 11,1 hab./km²).